# Katsushi Kurihara
Katsushi Kurihara (栗原 克志?, Kurihara Katsushi; Prefettura di Chiba, 29 luglio 1977) è un ex calciatore giapponese, di ruolo difensore.